# Z diabłami nie ma żartów
Z diabłami nie ma żartów (cz. S čerty nejsou žerty) – czechosłowacki bajkowy film komediowy z 1984 roku w reżyserii Hynka Bočana, zrealizowany na podstawie bajek Boženy Němcovej Čertův švagr (pol. "Szwagier diabła") i O Nesytovi (pol. "O żarłoku"). Film jest uważany za jedną z najpopularniejszych i najpiękniejszych czeskich bajek, a także za skarbnicę cytatów, których Czesi używają w zwykłej mowie..

## Fabuła
Syn młynarza Piotr Machal zostaje sierotą i jego zła macocha wraz z zarządcą z zamku chcą go pozbawić majątku oraz wolności. Więc Piotr musi złączyć się z samym piekłem, by pokonać swoich wrogów.

## Obsada
- Vladimír Dlouhý - Piotr Machal
- Monika Pelcová - księżniczka Adelka
- Dana Bartůňková - księżniczka Angelina
- Ondřej Vetchý - diabeł Janek
- Josef Kemr - książę
- Viktor Preiss - zarząca/gubernator
- Petr Nárožný - kapral
- František Vicena - Franciszek Machal, ojciec Piotra
- Jaroslava Kretschmerová - Dorota Machalowa
- Karel Heřmánek - Lucyfer, książę piekieł
- Jana Dítětová - Anna Machalowa, babcia Piotra
- Václav Vydra - bogaty książę
- Vladimír Hrubý - Drapal, diabeł skryba
- Ladislav Gerendáš - diabeł, adiutant Lucyfera
- Jiří Růžička - głodny diabeł
- Václav Upír Krejčí - diabeł
- Vlastimil Bedrna - diabeł